# Sulsula parvimana
Sulsula parvimana är en spindelart som först beskrevs av Simon 1910.  Sulsula parvimana ingår i släktet Sulsula och familjen dansspindlar.
Artens utbredningsområde är Namibia. Inga underarter finns listade i Catalogue of Life.